# Солоха (могила)

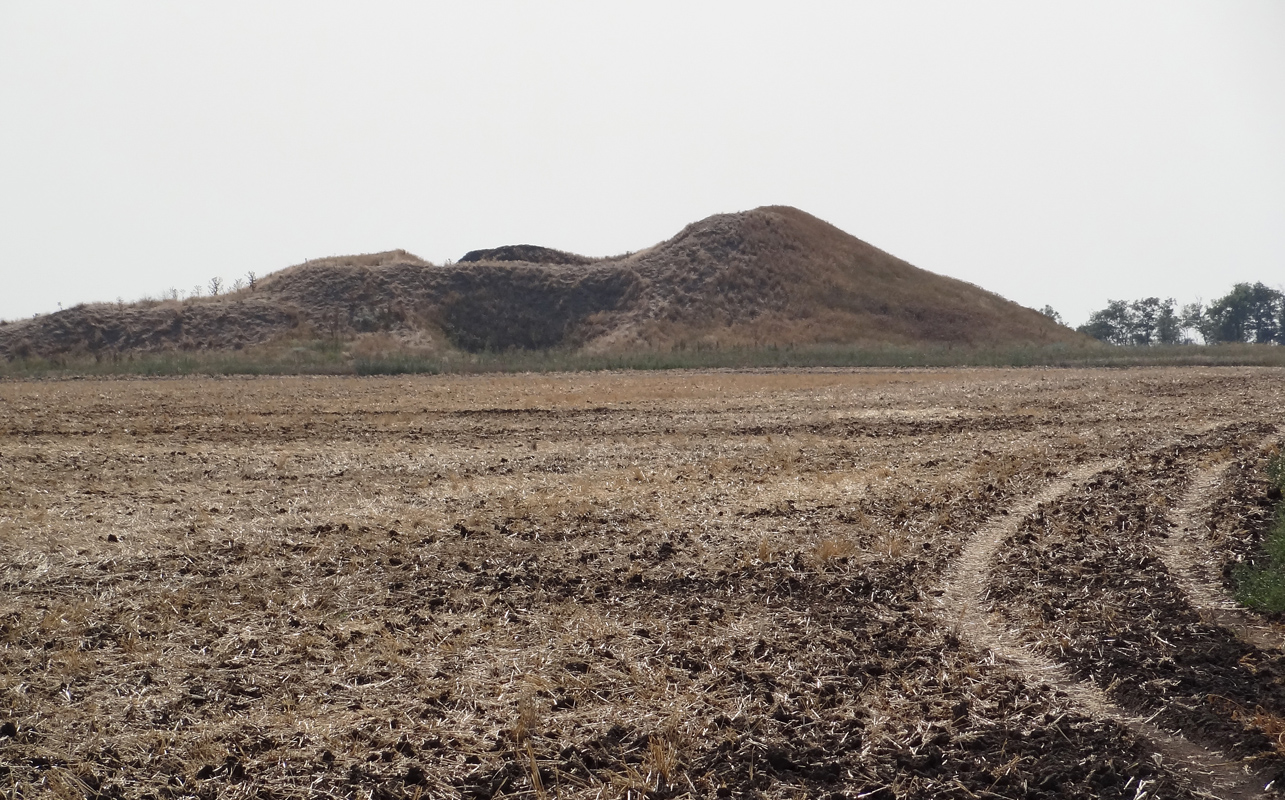
Вид на курган Солоха

Курган «Солоха» або Могила «Солоха» — одна з найбагатших скіфських т. зв. царських могил IV ст. до н. е., розташована на південний захід від села Великої Знам'янки Кам'янсько — Дніпровського району Запорізької області, відкрита й досліджена науковою експедицією під керівництвом М. І. Веселовського у 1912—1913 роках.

## Опис кургану
Під курганним насипом, висота якого досягала 18 метрів, а діаметр близько 110 метрів, знаходилися дві могили: центральна і бокова (пізніша). Центральна могила була пограбована ще в давнину, але незважаючи на це в двох її камерах, одна з яких призначалася для людських поховань, а інша служила «коморою», збереглися деякі предмети поховального інвентарю: срібний кілік із написом ΛΥKO, золоті нашивні бляшки від парадного одягу, золота голка, грецькі амфори, бронзові наконечники стріл. Крім цього, повністю збереглася і могила, що містила поховання двох коней в уборах із золотими прикрасами. Судячи з наявних даних, у гробниці були поховані чоловік і жінка.
Впускна (бічна) могила виявилася незайманою грабіжниками і містила поховання царя у супроводі трьох осіб із п'ятьма кіньми. Основне поховання царя було зроблено в окремій ніші підземної гробниці. Його останки супроводжував надзвичайно багатий набір поховального інвентарю. Одяг прикрашений золотими нашивними бляшками, на шиї золота гривна, на грудях золота набірна сітка, на руках п'ять золотих браслетів. Зліва від похованого лежали два мечі, один з яких мав прикрашену золотом рукоятку та золоті піхви. Тут же лежав срібний горит зі стрілами, поверх якого була покладена золота фіала. Праворуч від похованого знаходився золотий гребінь, прикрашений чудовою скульптурною сценою битви скіфів, булава, бронзовий грецький шолом, перероблений скіфським майстром, як часто поводилися з античними шоломами у варварському середовищі. Тут знаходилися глиняні грецькі амфори, ритон, бронзові литі котли. За наявними даними (дати грецького кіліка, амфор, предметів кінського убору та сучасні радіовуглецеві датування) первинна могила кургану Солоха була споруджена наприкінці V ст. до н. е., а впускна — на початку IV ст. до н. е..

## Опис знахідок

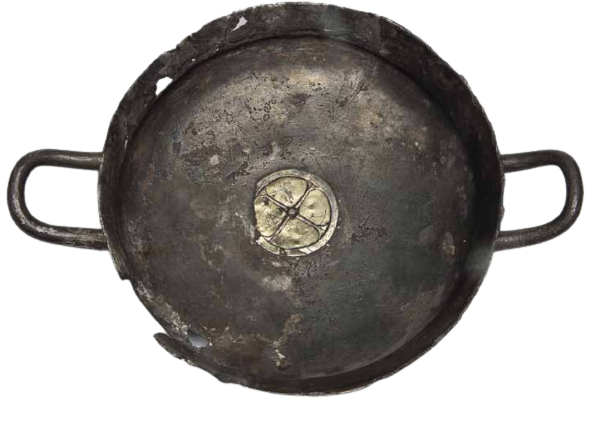
Кілік, Солоха.

Кілік має під вінцями гравійований грецький напис ΛΥΚΟ (від грец. λύκος — вовк), що означає, можливо, ім'я або прізвисько власника. Взагалі написи на скіфських виробах, на відміну, наприклад, від фракійських, надзвичайно рідкісні. На пошкодженій окислами стінці посудини збереглося також нанесене тонким різьбленням зображення якоїсь хижої тварини та частина голови з довгими вухами іншої. На дні всередині чаші прикріплена кругла позолочена пластина з рельєфним зображенням колеса, що відтворює символ, відомий на античних монетах, у тому числі монетах міста Ольвії та скіфського царя Скіла. Найближчою аналогією посудини із Солохи є кілік із фракійського кургану Башова Могила, який датується V ст. до н. е. і також має гравійований грецький напис з ім'ям власника.